# Two Queens in a King-Sized Bed
Two Queens in a King-Sized Bed è un singolo della cantante norvegese Girl in Red, pubblicato il 18 novembre 2020.

## Tracce
1. Two Queens in a King-Sized Bed – 3:10